# 戈罗季谢农村居民点
戈罗季谢农村居民点（俄语：Городищенское сельское поселение）是俄罗斯联邦布良斯克州波加尔区所属的一个农村居民点。其下辖有12个居民点，行政中心为戈罗季谢。据2015年统计，该农村居民点的人口为1477人。